# Karl Dönitz
Karl Dönitz (ur. 16 września 1891 w Grünau, zm. 24 grudnia 1980 w Aumühle) – niemiecki wojskowy, marynarz, podwodniak i teoretyk wojskowości, wielki admirał, autor taktyki wilczych stad, dowódca broni podwodnej (1935–1943), następca Raedera jako naczelny dowódca marynarki wojennej (1943–1945), wyznaczony w testamencie Hitlera na ministra wojny, zwierzchnika sił zbrojnych oraz prezydenta III Rzeszy, zarazem jej ostatni przywódca. Skazany w procesach norymberskich na dziesięć lat więzienia, pomimo obiekcji co do jego odpowiedzialności za zbrodnie wojenne. Uczestnik I i II wojny światowej.

## Życiorys

### Dzieciństwo i kariera przedwojenna
Ojciec Karla, Emil, pracował w zakładach optycznych Karla Zeissa, natomiast matka Anna, zmarła 6 marca 1895 roku. Miał starszego o rok brata Friedricha. Jego przodkowie byli dziedzicznymi wójtami wsi przy starej niemieckiej granicy nad Łabą, w okolicy ujścia rzeki Saale. Z tej chłopskiej rodziny wywodzili się później naukowcy, oficerowie oraz ewangeliccy pastorzy.
Pochodził z patriotycznej, pruskiej rodziny, a także otrzymał solidne wykształcenie, co miało wpływ na wstąpienie do Cesarskiej Marynarki Wojennej.

### I wojna światowa

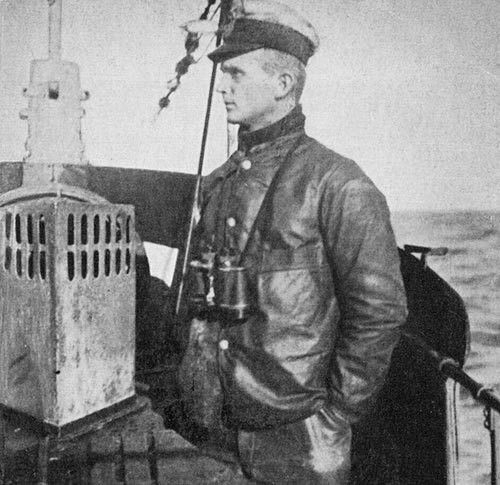
Dönitz jako dowódca U-Boota 1917–1918

W 1910 roku wstąpił do marynarki. Od 1912 oficer wachtowy na krążowniku SMS „Breslau”, na którym służył do 1916 roku. Następnie został oficerem wachtowym na okrętach podwodnych (U-Bootach), zaś w 1918 roku dowódcą UC-25, a następnie UB-68, zatopionego 4 października 1918 roku na Morzu Śródziemnym przez brytyjskie okręty. Uratowany wraz z większością załogi, spędził prawie rok w niewoli.

### Dwudziestolecie międzywojenne
Po zwolnieniu powrócił do niemieckiej marynarki, gdzie dowodził m.in. torpedowcem „G-8” i flotyllą torpedowców. Od 1924 do 1927 był referentem wojskowym ds. utrzymania dyscypliny i zastosowania wojskowego prawa karnego w dowództwie Reichsmarine. W roku 1930 uzyskał nominację na stanowisko pierwszego oficera sztabu w Dowództwie Morza Północnego. Od listopada 1934 do lata 1935 dowodził krążownikiem „Emden”; odbył na nim rejs wiodący wokół Afryki na Ocean Indyjski.
Jednocześnie Adolf Hitler prowadził negocjacje z Wielką Brytanią dotyczące wielkości niemieckiej floty. Pertraktacje zakończyły się podpisaniem 11 czerwca 1935 roku przez III Rzeszę i Wielką Brytanię układu morskiego, na podstawie którego Kriegsmarine mogła rozbudować swoją flotę podwodną w wielkości do 45% tonażu Royal Navy w tej klasie okrętów. Pierwszy od zakończenia I wojny światowej niemiecki okręt podwodny został zwodowany zaledwie cztery dni po podpisaniu traktatu, a w lipcu tego samego roku Fregattenkapitän Karl Dönitz objął dowództwo 1. Flotylli Okrętów Podwodnych „Weddigen”. W tym samym roku Dönitz zorganizował niezwykle intensywny proces szkolenia załóg okrętów podwodnych na środkowym Bałtyku oraz eksperymentów z nową taktyką skoordynowanych grup ataku. Eksperymenty i ćwiczenia wilczych stad prowadzone były osobiście przez Dönitza z jego okrętu dowodzenia z intensywnym użyciem dwukierunkowej łączności radiowej. Według relacji jednego z młodych niemieckich oficerów, jednostki Dönitza ćwiczyły od poniedziałku do piątku osiem ataków podwodnych w ciągu dnia i pięć ataków nawodnych w ciągu nocy, każdego dnia.
Karl Dönitz był też strategiem wojny morskiej. W latach 30. opublikował szereg dokumentów na ten temat, a także książkę Die U-Bootswaffe (flota podwodna), która opublikowana w Berlinie, nie została zauważona przez brytyjski wywiad morski, w której Dönitz podkreślał, że destrukcja wrogiego handlu morskiego, przez atak na wrogie morskie linie komunikacyjne, jest prawidłowym celem wojny morskiej. Wśród najistotniejszych informacji w niej zawartych, brytyjski wywiad mógł odczytać kładziony przez Dönitza nacisk na nocne ataki na powierzchni, których w tym samym czasie okręty podwodne Royal Navy nie ćwiczyły w ogóle, zaś jednostki nawodne nie ćwiczyły obrony przed takimi atakami. Z książki tej, która wpadła w ręce brytyjskiego wywiadu dopiero w 1942 roku, wynikało jak intensywny trening prowadzi niemiecka flota podwodna w tego rodzaju atakach, wykorzystując niewielką nad wodą sylwetkę okrętów podwodnych w celu użycia ich jako klasycznych nawodnych torpedowców.
Karl Dönitz był silnym przywódcą, potrafiącym zarazić entuzjazmem ludzi wokół niego, jednak jego siła w tym zakresie, była też jego słabością. Według relacji jednego z oficerów już po wojnie, w trakcie ćwiczeń ataków nawodnych jesienią 1938 roku, jeden z młodych oficerów przebywających wraz z dowódcą floty podwodnej na krążowniku „Königsberg”, zwrócił uwagę, że skuteczność ataku nocnego na powierzchni może zostać z łatwością zniweczona po zastosowaniu przez okręty nawodne radaru, który wykryje atakujący na powierzchni okręt podwodny i uniemożliwi U-Bootowi zajęcie pozycji do ataku. Konstatacja ta była tym bardziej aktualna, że sam „Königsberg” był wcześniej używany do testów prototypu niemieckiego radaru kontroli ognia, który był już w stanie wykryć obiekt nawodny o wielkości boi portowej. Według tej relacji Dönitz zbył jego uwagę lodową ciszą, natomiast będący świadkami sytuacji dowódcy okrętów podwodnych zaczęli gwałtownie argumentować przeciwko tej tezie. O tym jak bardzo Dönitz był przywiązany do idei „wilczych stad” świadczy również fakt, iż podczas przeprowadzonych wiosną 1939 roku manewrów w Zatoce Biskajskiej, 15 okrętów podwodnych zorganizowanych w cztery grupy skoordynowanego ataku przeprowadziło symulowany atak na „konwój” złożony z dwóch statków oraz jednego okrętu eskorty. Ćwiczenie zostało przez Dönitza uznane za potwierdzające słuszność założeń „wilczych stad” – okręty podwodne intensywnie komunikując się radiowo ze sobą „zatopiły” cały konwój wykonując dużą liczbę pozorowanych ataków torpedowych, po ostatecznym otoczeniu go przez 13 jednostek podwodnych. Dönitz nie zauważył jednak, jak sztuczne i nierealne były warunki tych manewrów. Nie brał również pod uwagę, że natężenie komunikacji radiowej między U-Bootami niezbędnej dla realizacji tej taktyki, pozwoli przeciwnikowi lokalizować każdy okręt podwodny z osobna za pomocą radionamierników. Dwa dni wcześniej, dowódca okrętów podwodnych podczas I wojny światowej, w końcówce lat 30. zaś wykładowca szkoły broni podwodnej w Neustadt in Holstein, Werner Fürbringer – w swoim memorandum napisał, że niemiecka kampania przeciw Anglii uzależniona jest od zneutralizowania asdicu, a zanim to nastąpi, rozpoczynanie wojny podwodnej przeciw Wielkiej Brytanii nie ma sensu, jej rozpoczynanie zaś będzie aktem nieodpowiedzialności. Podniósł także, że do pokonania Anglii niezbędne będzie lotnictwo morskie, które musi zneutralizować brytyjskie okręty nawodne oraz jego współdziałanie z flotą. W odpowiedzi Dönitz podważył jednak użyteczność lotnictwa na otwartym Atlantyku, oraz zgadzając się, że nie ma jeszcze antidotum na zastosowanie asdicu, wyraził przekonanie że takie zostanie opracowane. W rezultacie, wszystkie elementy które zadecydowały o późniejszej przegranej floty podwodnej Karla Dönitza – radar, radionamiernik, lotnictwo oraz jednostki eskortowe wyposażone w asdic – zostały rozpoznane i zaprezentowane mu jeszcze przed wybuchem wojny, jednak Dönitz zlekceważył te ostrzeżenia.

### II wojna światowa

#### Lata 1939–1943

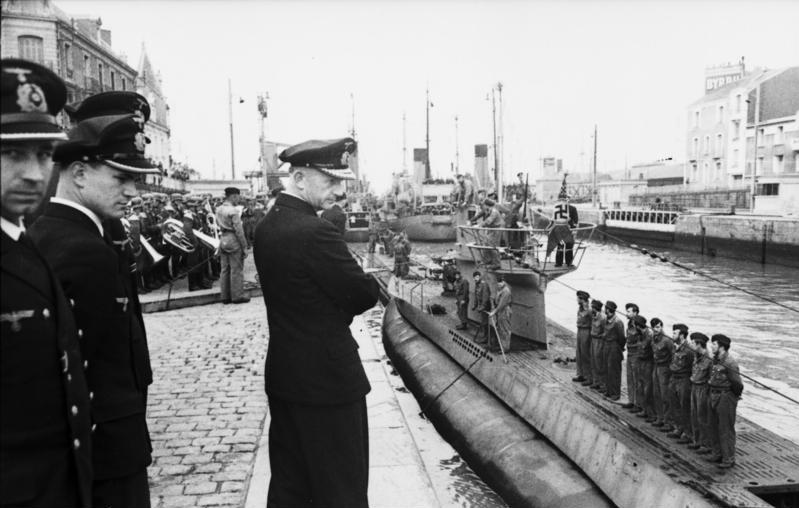
Karl Dönitz w bazie U-Bootów w St. Nazaire

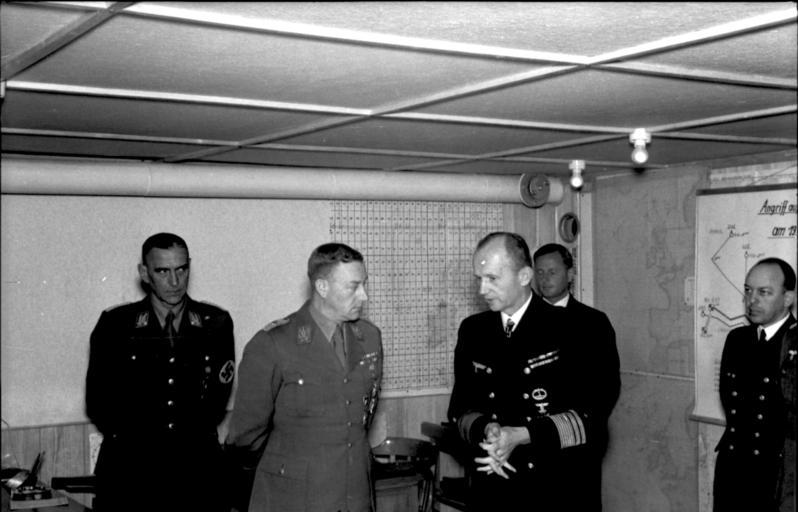
Karl Dönitz rozmawia z Viktorem Lutze, szefem sztabu SA podczas narady wojennej (październik 1941).

Od lipca 1935 roku do 1943 Dönitz sprawował funkcję Dowódcy Floty Podwodnej Kriegsmarine. W chwili wybuchu II wojny światowej Niemcy posiadali 57 okrętów podwodnych. W pierwszej fazie bitwy o Atlantyk, trwającej od września 1939 do czerwca 1940 roku, nieliczne U-Booty operowały pojedynczo na wodach wokół Wielkiej Brytanii i w Zatoce Biskajskiej, nie odnosząc jednak zbyt dużych sukcesów, co było spowodowane – według Dönitza – przede wszystkim dwoma przyczynami: zbyt małą liczbą U-Bootów oraz defektami torped.
Sukcesy niemieckie w kampaniach: francuskiej i norweskiej dały okrętom podwodnym nowe, korzystnie położone bazy, np. Trondheim czy Saint-Nazaire. Druga faza trwająca od lipca 1940 do marca 1941 roku przyniosła niemieckim okrętom podwodnym duże sukcesy w walce z konwojami w okolicy Kanału Północnego.
Od marca do grudnia 1941 roku rozpoczęła się trzecia faza bitwy o Atlantyk. W tym czasie w wojnę mocniej zaangażowały się Stany Zjednoczone, a niemieckie okręty podwodne prowadziły działania wymierzone przeciwko transatlantyckim konwojom.
Karl Dönitz twierdził, że do wygrania bitwy o Atlantyk potrzebne było 300 U-Bootów: pierwsze 100 okrętów podwodnych uczestniczyłoby w operacjach bojowych, drugie 100 podążałoby na miejsce działań wojennych lub z niego powracało, pozostałe przechodziłyby remonty i modernizacje.
Koniec 1941 roku otworzył czwartą fazę trwającą do lipca 1942 roku. Czas ten jest zwany „drugim szczęśliwym okresem”, bowiem to właśnie wtedy U-Booty zatopiły znaczną liczbę statków u wschodnich wybrzeży Ameryki. W Bitwie o Atlantyk Dönitz udoskonalił znacznie taktykę „wilczych stad”, polegającą na atakowaniu spostrzeżonych konwojów dopiero po zgromadzeniu kilku lub kilkunastu okrętów podwodnych, co przynosiło bardzo duże straty Brytyjczykom przez pierwsze 4 lata II wojny światowej. Wzorował się na atakach torpedowców, na których służył przez kilka lat. Wilcze stada zaczęły jednak zawodzić, gdy alianci rozpoczęli stosowanie udoskonalonych radarów i sonarów, co w 1943 spowodowało przełom. U-Bootów było za mało i zbyt późno zaczęto wprowadzać unowocześnione okręty, mogące jeszcze odwrócić sytuację. Dodatkowym problemem był brak wsparcia ze strony lotnictwa, gdyż dowódca Luftwaffe, marszałek Hermann Göring, nie widział takiej potrzeby. Znaczące było także rozszyfrowanie przez aliantów kodu, służącego do kontaktowania się okrętów z dowództwem (Enigma). Karl Dönitz wydał zakaz ratowania rozbitków ze storpedowanych przez U-Booty nieprzyjacielskich jednostek po ataku na brytyjski statek „Laconia”, wiozący między innymi włoskich jeńców wojennych. Podczas wyławiania rozbitków U-Booty zostały zaatakowane przez amerykański bombowiec. Rozkaz ten był potocznie określany jako „rozkaz Laconia”.
Piąta faza bitwy o Atlantyk trwała 11 miesięcy (od lipca 1942 do maja 1943 roku). Był to decydujący czas tej bitwy między U-Bootami a alianckimi konwojami. Na początku 1943 roku szala zwycięstwa zaczęła się przechylać na stronę Kriegsmarine, lecz wprowadzone w tym czasie nowe urządzenie radarowe pracujące na fali 9 cm oraz zamknięcie luki powietrznej nad oceanem spowodowały załamanie się niemieckiej ofensywy w tej bitwie. 31 stycznia 1943, Karl Dönitz otrzymał nominację na stopień Großadmirala, a także na dowódcę Kriegsmarine. Na tym stanowisku zastąpił Ericha Raedera, który planował odejść od grudnia 1942 roku, po kłótni z Adolfem Hitlerem. Führer planował wycofać duże nawodne okręty wojenne. Na stanowisko dowódcy zaproponowano dwie kandydatury: Generaladmiral Rolf Carls i Admiral Karl Dönitz.
Adolf Hitler zdecydował się na drugą osobę. Duży wpływ na tę decyzję, miały sukcesy okrętów podwodnych, którymi Dönitz dowodził przez 8 lat.

#### Lata 1943–1945

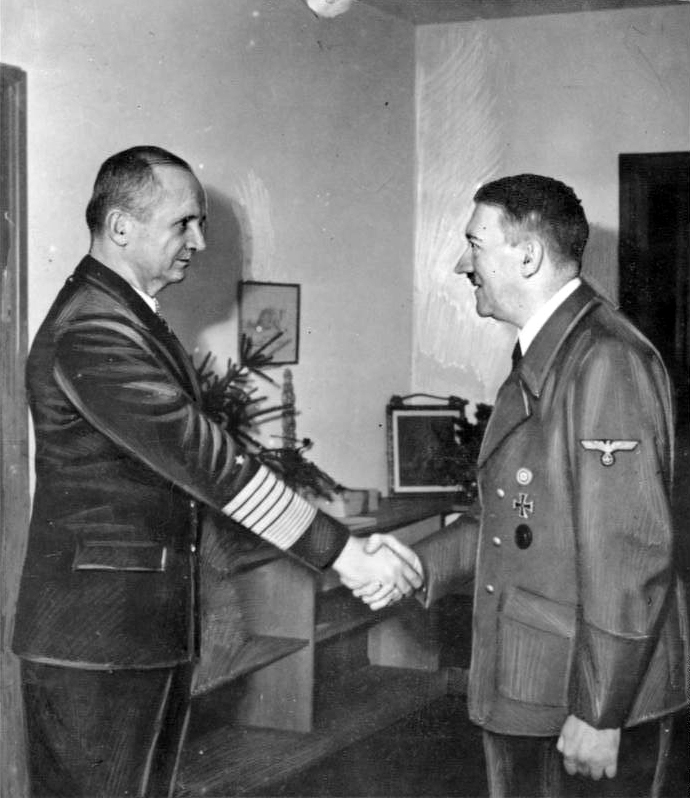
Karl Dönitz i Adolf Hitler w Wilczym Szańcu

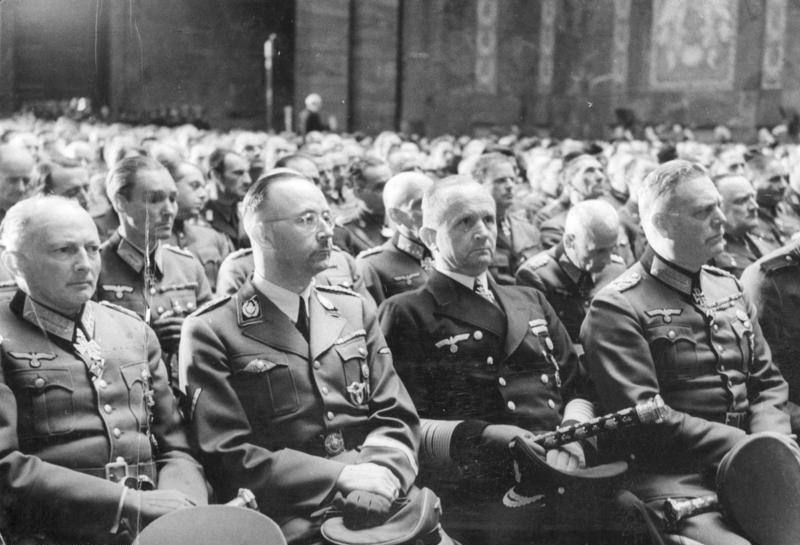
Günther von Kluge, Heinrich Himmler, Karl Dönitz i Wilhelm Keitel podczas pogrzebu gen. H.V. Hube (26 kwietnia 1944)

Po nominacji Dönitza na dowódcę Kriegsmarine 31 stycznia 1943 roku, natychmiast zwiększono tempo produkcji niemieckich okrętów podwodnych, lecz nie odwróciło to biegu wojny.
Szósta faza Bitwy o Atlantyk, trwająca od czerwca do sierpnia 1943, nie wpłynęła zbytnio na losy wojny. W tym czasie U-Booty pływały głównie w pojedynkę, próbując znaleźć słabe miejsce przeciwnika. Następna – siódma faza tej wojny, trwała od września 1943 do maja 1944 roku. W tym czasie III Rzesza wprowadziła wiele usprawnień na okrętach podwodnych, m.in. w: urządzeniach ostrzegania radarowego, uzbrojeniu przeciwlotniczym, torpedach z akustycznym systemem naprowadzania. Jednakże nowe technologie nie przyniosły oczekiwanych rezultatów. Kriegsmarine w dalszym ciągu ponosiła dotkliwe straty. Ostatnia – ósma faza Bitwy o Atlantyk trwała przez prawie rok – od czerwca 1944 do podpisania kapitulacji przez III Rzeszę, mimo że w ostatniej części tej bitwy Niemcy dokonały bardzo dużych technologicznych postępów, m.in. wprowadzono nowe okręty podwodne typów XXI i XXIII.
Po nominacji stał się jednym z najbliższych współpracowników Adolfa Hitlera. W latach 1934–1942 wziął udział w 120 odprawach oraz naradach w głównej kwaterze Führera w Wilczym Szańcu. Wcześniej, w latach 1934–1942 Dönitz miał dziewięciokrotny kontakt z Hitlerem; najczęściej składał on raporty wojskowe bądź meldunki. Jako dowódca Kriegsmarine po raz pierwszy spotkał się z Führerem 30 stycznia 1943 roku. Adolf Hitler poinformował admirała o jego nowych obowiązkach oraz zadaniach. 8 lutego 1943 roku dowódca Kriegsmarine złożył raport, który dotyczył planu wycofania ze służby dużych okrętów. 26 lutego poinformował Hitlera, że nie akceptuje planu wycofania tych jednostek i poprosił o odwołanie tego rozkazu. Führer był wyraźnie wzburzony, ale przystał na warunki admirała. Od tej pory Karl Dönitz stał się jednym z najbardziej zaufanych współpracowników Hitlera. Jednakże pomimo tego, Führer nie przykładał tak dużej uwagi do raportów o stanie Kriegsmarine. Zdecydowanie większy wpływ na jego osobę miał Hermann Göring, za którym Dönitz nie przepadał, bowiem nie zgadzał się m.in. z jego koncepcją prowadzenia wojny. Po zamachu na Adolfa Hitlera z 20 lipca 1944 roku wygłosił radiowe przemówienie, w którym poinformował naród niemiecki o zaistniałych wydarzeniach.
W 1945 roku, gdy wiadoma była już klęska III Rzeszy, Minister Uzbrojenia i Amunicji Albert Speer podsunął Adolfowi Hitlerowi pomysł, który zakładał objęcie urzędu Prezydenta Rzeszy właśnie przez Dönitza. Po zamachu 20 lipca 1944 roku był on jedynym oficerem Wehrmachtu, któremu Hitler jeszcze ufał, wierząc, że poprowadzi on Niemcy do ostatecznego starcia, mimo że Dönitz nawet nie należał do partii nazistowskiej. Wybór Dönitza na następcę Hitlera zszokował wszystkich, tym bardziej że najbliżsi współpracownicy Führera – Heinrich Himmler i Hermann Göring – zostali jednocześnie pozbawieni przez niego wszelkich stopni wojskowych, tytułów i stanowisk. Po śmierci Hitlera 30 kwietnia 1945 roku, Karl Dönitz objął przywrócony po 11 latach urząd prezydenta Rzeszy, który sprawował przez niecały miesiąc.

### Ostatni prezydent III Rzeszy

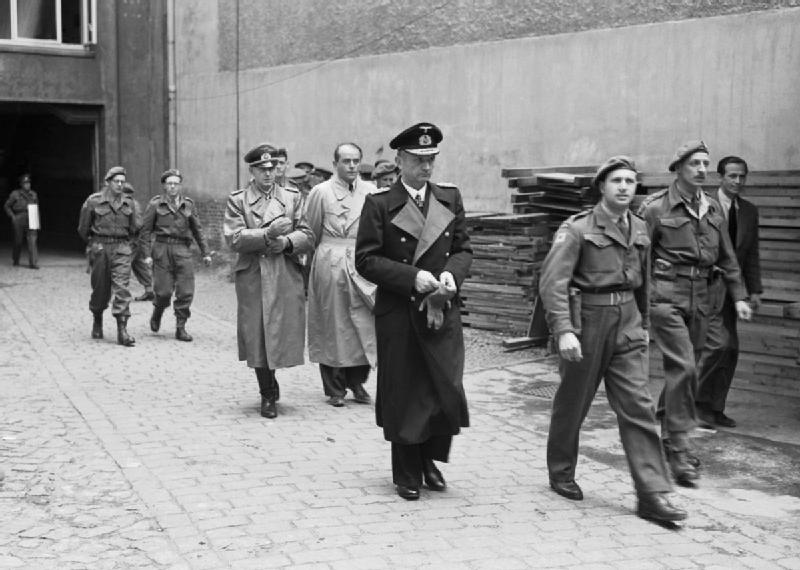
Karl Dönitz w dniu aresztowania; 23 maja 1945 roku

Od 30 kwietnia 1945 na mocy testamentu Adolfa Hitlera prezydent III Rzeszy (niem. Reichspräsident) oraz naczelny dowódca Wehrmachtu. „Prezydentura” ta nie miała jednak żadnego umocowania prawnego. W dniu 13 grudnia 1934 rząd Hitlera przyjął tajną ustawę „O następcy Wodza i Kanclerza Rzeszy” (niem. Gesetz über den Nachfolger des Führers und Reichskanzlers), która zakładała, że „aż do czasu uchwalenia nowej Konstytucji Rzeszy Niemieckiej, Wódz i Kanclerz Rzeszy wyznacza następcę na wypadek swojej śmierci lub innych okoliczności kończących urzędowanie na połączonych w jego osobie stanowiskach Prezydenta Rzeszy i Kanclerza Rzeszy”. Jednakże z prawnego punktu widzenia ustawa ta, w myśl zasady ex iniuria ius non oritur (łac. prawo nie może powstać z tego, co jest sprzeczne z prawem), nie miała mocy obowiązującej, gdyż naruszała przepisy konstytucji weimarskiej o wyborze prezydenta w głosowaniu powszechnym na 7-letnią kadencję, a połączenie urzędów prezydenta i kanclerza Rzeszy po śmierci prezydenta Paula von Hindenburga stało w jawnej sprzeczności z ustawą o pełnomocnictwach z 23 marca 1933 (Ermächtigungsgesetz). Sam Dönitz w czasie swej krótkiej działalności jako naczelny dowódca podpisywał się jako Großadmiral i nie używał tytułu prezydenckiego.
Hitler w swoim testamencie zdecydował ponownie rozdzielić złączone przez siebie od 2 sierpnia 1934 urzędy prezydenta i kanclerza Rzeszy. Zgodnie z jego ostatnią wolą stanowisko kanclerza miał objąć dotychczasowy minister propagandy Joseph Goebbels. Dönitz jednak postanowił zignorować nominację Goebbelsa i utworzyć własny rząd, pozbawiony najbardziej skompromitowanych nazistów. Nakazał nawet aresztowanie Goebbelsa, jednakże sam zainteresowany już nie żył – 1 maja ok. godz. 20:30 popełnił samobójstwo.
1 maja nowy prezydent Rzeszy wystąpił z przemówieniem radiowym, w którym ogłosił powołanie „tymczasowego rządu Rzeszy” (niem. geschäftsführende Reichsregierung) z bezpartyjnym hrabią Lutzem Schwerinem von Krosigkiem, dotychczasowym ministrem finansów Rzeszy, na czele. Siedziba rządu oraz Naczelnego Dowództwa Wehrmachtu znajdowała się we Flensburgu – niewielkim mieście portowym w Szlezwiku-Holsztynie na północy Niemiec, w pobliżu granicy z Danią.
Dönitz, bezpartyjny dowódca Kriegsmarine, starał się przedstawić swój rząd jako apolityczny, jednak ze względu na brak potępienia nazizmu, używanie jego symboli oraz legalność NSDAP Sowieci i Amerykanie nie zmienili swojego stosunku do państwa niemieckiego. W okresie swojej krótkiej prezydentury zajmował się głównie ewakuacją ludności cywilnej i wojska z obszaru zagrożonego przez działania armii radzieckiej do zachodnich Niemiec oraz opóźnianiem kapitulacji Wehrmachtu, ze względu na zabezpieczenie tej ewakuacji. Początkowo zgodził się jedynie na częściową kapitulację w północno-zachodnich Niemczech przed Brytyjczykami (4 maja).
7 maja wydał swoim przedstawicielom pełnomocnictwa do podpisania bezwarunkowej kapitulacji Wehrmachtu przed aliantami w Reims, a 8 maja ponownie w Berlinie. Po kapitulacji Brytyjczycy utworzyli wokół Flensburga strefę nieokupowaną, nosząc się z zamiarem powierzenia Dönitzowi i jego rządowi tymczasowej administracji Niemiec. Jednak 23 maja pod naciskiem Sowietów i Amerykanów zdecydowali się, acz niechętnie, na aresztowanie prezydenta i rządu. Dönitz wydał przy tej okazji pisemne oświadczenie, że nie rezygnuje ze swojego stanowiska jako głowy państwa i że powołany przez niego rząd pozostaje prawnie u władzy. Za formalny koniec jego (z punktu widzenia niemieckiego prawa i tak niebyłej) prezydentury można uznać przejęcie 5 czerwca 1945 władzy najwyższej nad Niemcami przez głównodowodzących wojsk alianckich – Sojuszniczą Radę Kontroli Niemiec.

### Proces norymberski

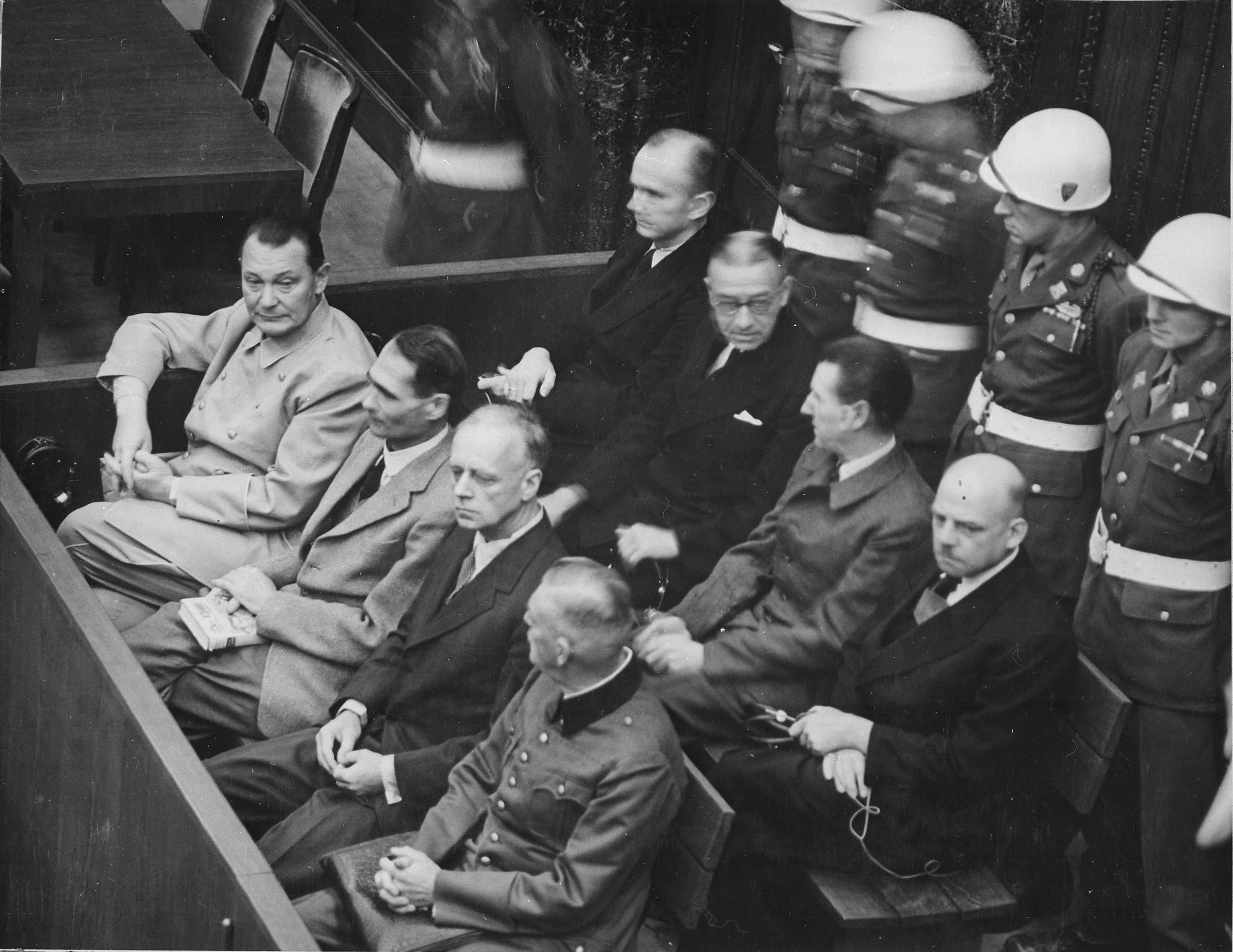
Karl Dönitz (pierwszy z lewej w drugim rzędzie) na ławie oskarżonych w procesie norymberskim

Dowództwo Royal Navy sprzeciwiało się zamiarom oskarżenia i postawienia przed sądem admirałów Ericha Raedera i Karla Dönitza. Admiralicja brytyjska stała na stanowisku, że niemiecka marynarka wojenna prowadziła wojnę „czystą”. Przedstawiano przy tym opinie, że ewentualny akt oskarżenia „będzie wątły i oparty na niezbyt mocnych przesłankach”. Podobne opinie panowały w dowództwie US Navy. Nie znaleziono bowiem do tej pory dowodów wskazujących, że Raeder i Dönitz prowadzili wojnę morską w sposób niezgodny z obowiązującymi normami. Co więcej, praktyka prowadzenia wojny przez flotę III Rzeszy nie odbiegała w tym zakresie in minus od praktyki prowadzenia działań na morzu przez floty państw sprzymierzonych. Ze względów politycznych Dönitz jednak musiał stanąć przed sądem. Rządy w Waszyngtonie, Londynie i w Moskwie twardo obstawały przy posadzeniu obu niemieckich najwyższych dowódców floty na ławie oskarżonych. Inne bowiem rozwiązanie oznaczałoby przejście do porządku dziennego nie tylko nad tysiącami ofiar, jakie poniosły alianckie floty handlowe, ale i faktem, że Dönitz był w końcu – aczkolwiek krótko – prezydentem nazistowskiej III Rzeszy, co byłoby absolutnie nie do przyjęcia zarówno ze względów politycznych, jak i moralnych.
Zespołowi brytyjskich prokuratorów, któremu przypadło prowadzenie sprawy Dönitza, udało się odnaleźć jedynie jeden dokument dający się zinterpretować na korzyść tez oskarżenia. Był to tzw. rozkaz w sprawie Laconii (Laconia-Befehl) z 17 września 1942 roku, wydany w związku z konsekwencjami zatopienia przez U-156 brytyjskiego transportowca RMS „Laconia”. W związku z ryzykiem, na jakie dowódca niemieckiego okrętu wystawił swoją jednostkę podejmując się ratowania rozbitków z zatopionego statku, Dönitz zalecił dowódcom swoich okrętów „surowość”, a zwłaszcza nieudzielanie pomocy załogom storpedowanych jednostek. Rozkaz ten oskarżyciele starali się zinterpretować rozszerzająco, jako „polecenie mordowania rozbitków”. Oskarżenie na podstawie sprawy Laconii, wsparte zostało zeznaniami porucznika Josefa Heisinga z U-877, przyjaciela Augusta Hoffmana, oficera z U-852 skazanego przez sąd brytyjski na karę śmierci za wymordowanie rozbitków z greckiego frachtowca SS „Peleus”. Jak się później okazało, w nadziei uratowania Hoffmana przed plutonem egzekucyjnym, Hesing złożył sądowi brytyjskiemu zaprzysiężone oświadczenie, że w przemówieniu do elewów szkoły oficerskiej w 1942 roku Dönitz dał wyraźnie do zrozumienia, że mordowanie rozbitków uważa za właściwy i pożądany sposób prowadzenia wojny morskiej.
Podczas sesji plenarnej Międzynarodowego Trybunału Wojskowego, 1 listopada 1945 roku, oskarżenie postawiło Dönitzowi trzy zarzuty:
1. udziału w spisku zmierzającym do wywołania wojny agresywnej.
2. prowadzenia wojny agresywnej.
3. zbrodni wojennych.

Formalne postępowanie przeciwko Dönitzowi Trybunał wszczął 7 maja 1946 – rok po kapitulacji Niemiec. Ponieważ w chwili wybuchu wojny, w 1939 roku, Dönitz był oficerem stosunkowo niskiego szczebla, oskarżycielom nie udało się przekonać sędziów, iż admirał brał udział w spisku zmierzającym do wywołania wojny agresywnej i – ostatecznie – uznano go niewinnym zarzutu sformułowanego w pierwszym punkcie aktu oskarżenia. Trybunał natomiast uznał winnym Dönitza zarzutu drugiego.
W celu udowodnienia zasadności zarzutu zbrodni wojennych prokuratorzy brytyjscy wprowadzili do materiału dowodowego Laconia-Befehl, argumentując, że stanowi on w istocie zawoalowaną zachętę do mordowania załóg storpedowanych jednostek alianckich, oraz sprawę „Peleusa” – jako dowód na to, że rozkaz Dönitza tak właśnie zrozumiano w praktyce.
Broniący admirała Otto Kranzbühler – sędzia cywilny sprawujący nadzór nad sądem wobec Kriegsmarine – dowodził, że Laconia-Befehl zakazujący udzielania pomocy rozbitkom, był bezpośrednim następstwem ataku lotnictwa alianckiego na U-156 i inne niemieckie okręty podwodne w chwili ratowania ofiar zatopienia „Laconii” –, czyli w okolicznościach, w których ze względów humanitarnych – powinno być respektowane czasowe wstrzymanie ognia na tym obszarze. Co więcej, obrona podnosiła, że zakaz udzielania pomocy nie może być tym bardziej traktowany rozszerzająco – jako zachęta do ich mordowania – że w innym rozkazie, z 20 maja 1942 roku, admirał nakazywał brać do niewoli jak największą liczbę kapitanów i mechaników zatopionych jednostek, co – zdaniem obrony – stało w ewidentnej sprzeczności z rzekomą zachętą do mordowania rozbitków. Kranzbühler wskazywał także na fakt, że jeden ze świadków oskarżenia, Reinhard Hardegen jako dowódca U-123 miał na swoim koncie 21 zatopień, nigdy zaś nie uczynił rozbitkom najmniejszej krzywdy. Kranzbühlerowi udało się także wprowadzić do materiału dowodowego zeznanie na piśmie admirała floty Stanów Zjednoczonych, Chestera Nimitza, który w odpowiedzi na postawione mu pytania stwierdził, że pomijając statki szpitalne i inne jednostki mające specjalnie zagwarantowane droit de passage („prawo przejścia”) – amerykańskie okręty podwodne atakowały jednostki japońskiej floty handlowej bez ostrzeżenia i, co więcej, „z zasady nie ratowały rozbitków nieprzyjaciela”.
Amerykański sędzia Trybunału, Francis Biddle, który umożliwił Kranzbühlerowi uzyskanie zeznań admirała Nimitza, stwierdził, że „Niemcy prowadziły o wiele bardziej czystą wojnę [podwodną] niż my” i wypowiedział się za oczyszczeniem admirała Dönitza od zarzutów wyszczególnionych w punkcie trzecim, tzn. zbrodni wojennych. Pozostałych siedmiu członków składu sędziowskiego uważało jednak odmiennie i uznało go winnym zarzutów sformułowanych w punktach drugim i trzecim. 1 października 1946 Międzynarodowy Trybunał Wojskowy wymierzył Karlowi Dönitzowi karę 10 lat więzienia. Był to najniższy wyrok, jaki otrzymał uznany za winnego podsądny w procesie norymberskim. Karę odbywał w Spandau.
Wyrok Trybunału w sprawie Dönitza był dyskutowany w późniejszych pracach historycznych, w tym krytykowany. Clay Blair twierdził, że przewodniczącemu zespołowi brytyjskich oskarżycieli Dönitza – Davidowi Fyfe, nie udało się przekonująco uzasadnić winy podsądnego odnośnie do drugiego punktu – prowadzenia wojny agresywnej, gdyż Dönitz jako oficer marynarki wojennej miał prawny obowiązek prowadzić wojnę zgodnie z rozkazami Berlina, wydanymi przez Hitlera i Raedera – i to wedle swoich najlepszych umiejętności. Werdykt Trybunału Blair uznał za sprzeczny wewnętrznie.
Psycholog więzienny Gustave Gilbert podczas swoich badań na osądzonych ustalił, że Karl Dönitz miał iloraz inteligencji wynoszący 138 IQ. Taki sam wynik uzyskał również były dowódca Luftwaffe Hermann Göring.

### Po II wojnie światowej
W czasie wyborów prezydenckich w RFN w 1954 r. przebywający nadal w więzieniu Dönitz otrzymał jeden głos. Nie był to jednak głos wyborach powszechnych – prezydenta federalnego wybierało Zgromadzenie Federalne. składające się w połowie z wszystkich deputowanych do Bundestagu, a w drugiej połowie z przedstawicieli parlamentów krajów związkowych (landtagów). Tym samym 9 lat po zakończeniu II wojny światowej znalazł się w elitach politycznych RFN ktoś, kto był zainteresowany poparciem byłego prezydenta III Rzeszy, mianowanego na to stanowisko przez Adolfa Hitlera, co przy odczytywaniu wyników głosowania wywołało powszechne niezadowolenie w Zgromadzeniu Federalnym.

Po wyjściu na wolność 1 października 1956 roku – po odbyciu pełnego wymiaru kary, Karl Dönitz – w dalszym ciągu uważający się za legalnego prezydenta rzekomo nadal istniejącej III Rzeszy – zamieszkał w Aumühle, gdzie rozpoczął pracę nad książką 10 lat i 20 dni, którą wydał dwa lata później, w 1958 roku. Pisząc, powoływał się przede wszystkim na dziennik działań wojennych, który prowadził jako dowódca broni podwodnej. Książkę przetłumaczono na wiele języków. W samych Niemczech doczekała się dziesięciu wydań. 5 maja 1962 roku zmarła jego żona – Ingeborg. W 1968 roku wydał swoje pamiętniki Moje urozmaicone życie.

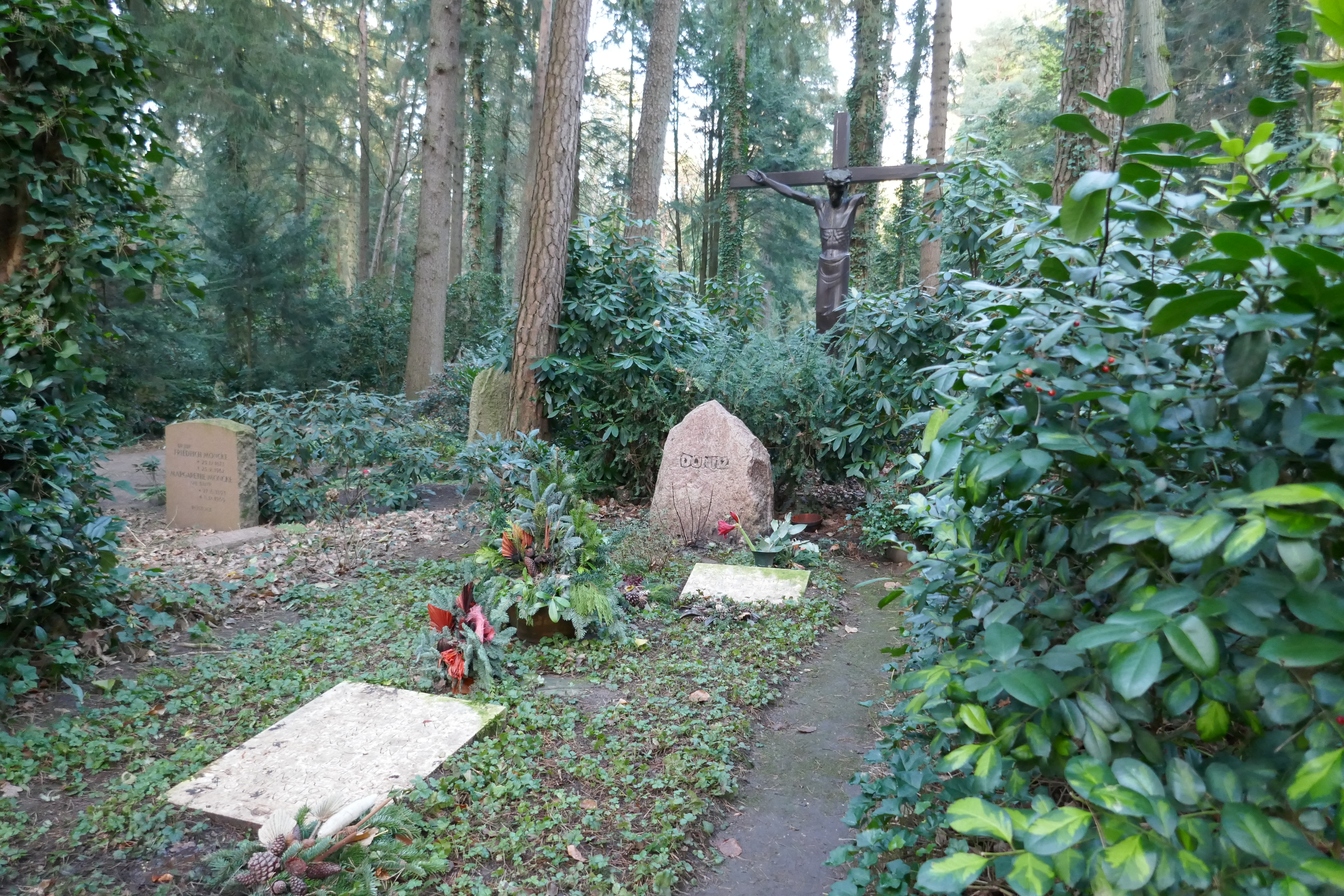
Grób Dönitza w Aumühle

Zmarł 24 grudnia 1980 roku na zawał serca. Został pochowany pod Hamburgiem, we wspólnej mogile wraz ze starszym synem Klausem, który poległ podczas II wojny światowej. Mogiła jest też symbolicznym grobem młodszego syna admirała – Petera, który zginął na pokładzie U-954 w dniu 19 maja 1943 roku. Niemieckie ministerstwo obrony odmówiło jakichkolwiek honorów wojskowych podczas pogrzebu byłego admirała, zakazało też czynnym wojskowym udziału w pogrzebie w oficjalnym umundurowaniu, chociaż zakaz nie obejmował uczestnictwa w ogóle.

## Awanse
- 01.04.1910 r. – kadet marynarki (Seekadett)
- 15.04.1911 r. – chorąży marynarki (Fähnrich zur See)
- 27.09.1913 r. – podporucznik marynarki (Leutnant zur See)
- 22.03.1916 r. – porucznik marynarki (Oberleutnant zur See)
- 10.01.1921 r. – kapitan marynarki (Kapitänleutnant)
- 01.11.1928 r. – komandor podporucznik (Korvettenkapitän)
- 01.10.1933 r. – komandor porucznik (Fregattenkapitän)
- 01.10.1935 r. – komandor (Kapitän zur See)
- 28.01.1939 r. – komodor (Kommodore)
- 01.10.1939 r. – kontradmirał (Konteradmiral)
- 01.09.1940 r. – wiceadmirał (Vizeadmiral)
- 14.03.1942 r. – admirał (Admiral)
- 30.01.1943 r. – wielki admirał (Großadmiral), z pominięciem generalny admirał(inne języki) (Generaladmiral)

## Rodzina
26 maja 1916 roku Karl Dönitz ożenił się z Ingeborg Weber (1894–1962), córką niemieckiego generała z czasów I wojny światowej – Ericha Webera (1860–1933). Małżeństwo doczekało się trójki dzieci:
- Ursula Dönitz (1917–1990)
- Klaus Dönitz (1920–1944)
- Peter Dönitz (1922–1943)

Ursula w 1937 roku wyszła za mąż za oficera marynarki Güntera Hesslera, późniejszego dowódcę okrętu podwodnego U-107. Synowie Dönitza również służyli w marynarce. Peter zginął 19 maja 1943 roku, gdy U-954, na którym służył jako oficer wachtowy, został zatopiony wraz z całą załogą na Północnym Atlantyku. Zgodnie z obowiązującą w Niemczech zasadą, że po śmierci syna wyższego oficera, jego bracia powinni zrezygnować z czynnej służby wojskowej, Klaus podjął studia medyczne. W dalszym ciągu utrzymywał jednak kontakty z towarzyszami broni. Podczas jednego z takich spotkań dał się namówić na udział w rejsie bojowym na wodach kanału La Manche. 13 maja 1944 roku Schnellboot S-141 został wykryty przez alianckie jednostki podczas patrolu w rejonie Selsey i zatopiony przez brytyjską fregatę Stayner i francuski niszczyciel La Combattante. Alinaci podnieśli z morza sześciu rozbitków. Ciało Klausa Dönitza zostało znalezione później na francuskim brzegu.